# Problema da fase
Em física, o problema da fase é o problema de perda de informações relativas à fase que pode ocorrer quando se faz uma medida física. O próprio nome vem do campo da cristalografia de raios X, onde o problema da fase tem que ser resolvido para a determinação de uma estrutura de dados de difração. O problema de fase é também encontrado nas áreas de processamento de imagem e sinal. Várias abordagens têm sido desenvolvidas ao longo dos anos para resolvê-lo.